# Спасо-Преображенский монастырь (Рославль)
Спасо-Преображенский монастырь — мужской монастырь Рославльской епархии Русской православной церкви, расположенный в городе Рославле Смоленской области.

## История
Основан до 1560 года. В 1764 году объявлен заштатным, а в конце XVIII века был упразднён, а Преображенский храм обращен в приходскую церковь. Монастырская жизнь возобновлена в 1864 году.
В монастыре два храма: собор во имя Спаса Преображения (1811—1819 
г.), построенный в стиле классицизма, и Александро-Невский храм (1857—1872 гг.). До революции в первом из них находились две местночтимые иконы: список Тихвинской иконы Божией Матери и образ святой великомученицы Варвары. Монастырь был окружен оградой с тремя башнями и воротами в русском стиле (1811—1819); до нашего времени сохранился лишь северо-восточный участок стены и одна угловая башня.
До революции монастырю принадлежала Кирилловская часовня неподалёку от монастыря. Здесь хранилась древняя икона святых Афанасия и Кирилла Александрийских. 19 апреля сюда совершался из монастыря крестный ход в память спасения будущего императора Николая Второго в бытность его наследником от угрожавшей ему в 1891 году в Японии опасности. Близ часовни располагалась монастырская школа.
Монастырь был закрыт после Революции. Долгое время был заброшен. Восстановлен в 1996 году.